# Държавно устройство на Народна република България
Основни принципи, върху които се изгражда и действа политическата системата на обществото в НРБ, са народен суверенитет, единство на властта, демократичен централизъм, социалдемократизъм, законност и социалистически интернационализъм. Представителни органи в НРБ са Народното събрание и народните съвети, които се избират въз основа на всеобщо и пряко избирателно право с тайно гласуване. Избиратели и избираеми са всички граждани на НРБ, навършили 18-годишна възраст, без разлика на пол, народност, раса, вероизповедание, образование, занятие, имотно състояние, служебно или обществено положение, с изключение на поставените под пълно запрещение.

## Член 1
Според член 1 от Живковската конституция:
| „                                                | (1) Народна рeпубликa Бългapия e социалистическа държава на трудещите се от града и селото начело с Работническата класа. (2) Ръководната сила в обществото и държавата е Българската комунистическа партия. (3) Българската комунистическа партия ръководи изграждането на развито социалистическо общество в Народна република България в тясно братско сътрудничество с Българския земеделски народен съюз. | “ |
| Конституция на Народна република България (1971) | |   |

Поради това БКП и БЗНС имат съгласно Конституцията ръководна роля.

## Народно събрание
Народното събрание на НРБ е върховен представителен орган, който изразява волята на народа и неговия суверенитет. То е върховен орган на държавната власт. Съединява законодателната и изпълнителната дейност на държавата и осъществява върховен контрол върху дейността на държавните органи. То е единствен законодателен орган в НРБ и върховен организатор на плановото ръководство на общественото развитие, на вътрешната и външна политика на държавата. Избира се за срок от 5 години. Състои се от 400 народни представители, които се избират в райони с равен брой жители. Свиква се на сесии най-малко 3 пъти през годината. Избира и освобождава Държавния съвет, Министерския съвет, Върховния съд и главния прокурор на НРБ.

#### Хронология
Председатели на Народното събрание на НРБ:
| Събрание                    | Име                | От               | До                  |
| --------------------------- | ------------------ | ---------------- | ------------------- |
| VI велико народно събрание  | Васил Коларов      | 7 ноември 1946   | 8 декември 1947     |
| VI велико народно събрание  | Райко Дамянов      | 9 декември 1947  | 21 октомври 1949    |
| 1 (27) народно събрание     | Фердинанд Козовски | 17 февруари 1950 | 2 ноември 1953      |
| 2 (28) народно събрание     | Фердинанд Козовски | 14 януари 1954   | 11 декември 1957    |
| 3 (29) народно събрание     | Фердинанд Козовски | 13 януари 1958   | 4 ноември 1961      |
| 4 (30) народно събрание     | Фердинанд Козовски | 15 март 1962     | 12 септември 1965   |
| 4 (30) народно събрание     | Сава Гановски      | 6 декември 1965  | 8 декември 1965     |
| 5 (31) народно събрание     | Сава Гановски      | 11 март 1966     | 18 май 1971         |
| 6 (32) народно събрание     | Георги Трайков     | 7 юли 1971       | 27 април 1972       |
| 6 (32) народно събрание     | Владимир Бонев     | 27 април 1972    | 9 март 1976         |
| 7 (33) народно събрание     | Владимир Бонев     | 15 юни 1976      | 7 април 1981        |
| 8 (34) народно събрание     | Станко Тодоров     | 16 юни 1981      | 21 март 1986        |
| 9 (35) народно събрание     | Станко Тодоров     | 17 юни 1986      | 3 април 1990        |
| VII велико народно събрание | Николай Тодоров    | 17 юли 1990      | 2 октомври 1991 (2) |

## Държавен съвет
Държавният съвет на НРБ е висш и постоянно действащ орган на държавната власт. Съединява вземането на решения с тяхното изпълнение. Като висш държавен орган на Народното събрание осигурява съединяването на законодателната с изпълнителната дейност. Избира се от средата на народните представители и отговаря и се отчита за цялата си дейност пред Народното събрание. Състои се от председател, заместник-председатели, секретар и членове. Председателят организира и ръководи работата на Държавния съвет и го представя в отношенията му с други органи в страната и в чужбина. Председатели на Държавния съвет:

#### Хронология
Председатели на Държавния съвет на НРБ:
- Тодор Живков (1971 – 1989)
- Петър Младенов (1989 – 1990)

През 1990 г. Държавният съвет е закрит и функциите на председателя му се изземват от председателя-президент на НРБ. Председатели на НРБ:
- Петър Младенов (1990)
- Желю Желев (1990)

## Министерски съвет
Министерският съвет на НРБ е висш изпълнителен и разпоредителен орган на държавната власт. Решава най-важните въпроси по управлението на страната. Състои се от председател на Министерския съвет, заместник-председатели, министри и ръководители на ведомства с ранг на министерства. Членовете на МС оглавяват съответно министерство или ведомства с ранг на министерства. Министерският съвет отговаря за цялата си дейност и се отчита пред Народното събрание и Държавния съвет.

### Хронология
Председатели на Министерския съвет 1946 – 1990
- Кимон Георгиев – 1944 – 1946
- Георги Димитров – 1946 – 1949
- Васил Коларов – 1949 – 1950
- Вълко Червенков – 1950 – 1956
- Антон Югов – 1956 – 1962
- Тодор Живков – 1962 – 1971
- Станко Тодоров – 1971 – 1981
- Гриша Филипов – 1981 – 1986
- Георги Атанасов – 1986 – 1990
- Андрей Луканов – 1990

#### История на дейността на МС
На 21 ноември 1946 г. на заседание на IV велико народно събрание министър-председателят Кимон Георгиев обявява, че правителството смята да подаде оставка. В речта му пред депутатите се посочва:
„За да даде възможност на Народното събрание и на Председателството на народната република да се произнесат, след станалите на 27 октомври избори, върху бъдещото управление на страната, правителството реши да сложи своята оставка и смята за своя длъжност да ви уведоми за това си решение.“
Същия ден Кимон Георгиев депозира в Председателството на народната република оставката на кабинета си, която е уважена, и председателят на победилата в изборите БРП (к) Георги Димитров е натоварен да състави следващия кабинет, като му е даден неограничен мандат. На 22 ноември Димитров представя пред Председателството състава на кабинета си, който е утвърден. На 28 ноември министър-председателят чете пред депутатите програмата на своето правителство, която е одобрена единодушно.
На 3 юли 1949 г. в санаториума „Боровиха“ край съветската столица Москва, след продължително и тежко боледуване умира Георги Димитров. В медицинското заключение за смъртта му се посочва, че министър-председателят е имал диабет и проблеми с черния дроб. На 6 юли тялото на Димитров пристига в София и е положено в специално издигнат за него мавзолей. На 19 юли е открита извънредна сесия на Великото народно събрание, на която председателят на Бюрото на ВНС Райко Дамянов прави официално съобщение за смъртта на Димитров, съгласно членове 39 и 40 от Конституцията и предлага в дневния ред да бъде включено избиране на министър-председател, което е одобрено. На 20 юли депутатът от БКП Минчо Минчев предлага за поста Васил Коларов, чиято кандидатура е одобрена единодушно с явно гласуване, одобрени са и промени в правителството. На 17 януари 1950 г. е открита първата редовна сесия на I народно събрание, на която председателят Фердинанд Козовски чете писмо от министър-председателя Коларов, в което се посочва:
„Предвид на това, че на 18 декември миналата година бе избрано първото народно събрание след гласуването по новата конституция и за да бъде дадена пълна свобода и възможност на Народното събрание да създаде такова правителство, което по негово разбиране ще може най-успешно при днешните условия да ръководи управлението на страната, слагам пред Народното събрание оставката на председателстваното от мене правителство.“
На 18 януари прочита пред депутатите предложение, подписано от депутатите от БКП д-р Иван Пашов и Власи Власовски, и от БЗНС – Николай Георгиев и Стоян Тончев, Народното събрание да възложи отново на Васил Коларов съставянето на правителство. Предложението е одобрено единодушно и на 19 януари, след като министър-председателя представя министрите, те са гласувани без възражения. Пет дни по-късно – на 23 януари 1950 г. – Коларов умира. В медицинското заключение за смъртта му се посочва, че причина за кончината му е „сърдечна слабост“, след като в началото на месеца той е прекарал инфаркт.
На 1 февруари 1950 г. е открита втората редовна сесия на Народното събрание. Председателят на Президиума на събранието д-р Минчо Нейчев прави предложение от името на парламентарните групи на БКП и БЗНС за министър-председател да бъде избран Вълко Червенков. Кандидатурата му е гласувана единодушно. На 16 април 1956 г. е открита петата извънредна сесия на Народното събрание. На следващия ден – 17 април – председателстващият заседанието д-р Георги Атанасов (подпредседател на Бюрото на Народното събрание) съобщава, че в Бюрото е постъпило писмо от Вълко Червенков, в което той моли да бъде освободен от поста председател на Министерския съвет. В писмото се посочва:
„Поради допуснати от мен неправилни методи на работа като председател на Министерския съвет, които нанесоха известни вреди на държавната работа, моля Народното събрание да ме освободи от длъжността председател на Министерския съвет на Народна република България.“
Предложението на Бюрото на НС за освобождаването на Червенков е прието единодушно от депутатите, след което от името на ЦК на БКП и Постоянното бюро на националния съвет на ОФ и на парламентарните групи на БКП и БЗНС народният представител Тодор Живков предлага за нов председател на Министерския съвет да бъде избран Антон Югов. Предложението му е одобрено единодушно, гласувани са и промени в правителството.
На 19 ноември 1962 г. е открита втората редовна сесия на IV народно събрание, на която председателят на Президиума на НС Димитър Ганев прочита предложение от името на парламентарните групи на БКП и БЗНС за освобождаването на Югов от поста му начело на правителство. В предложението са посочени следните мотиви за това:
„Парламентарните групи на БКП и БЗНС изразяват пълно съгласие с оценките и изводите на Осмия конгрес на БКП за дейността на Антон Югов като председател на Министерския съвет и намират, че той не оправда високото доверие на Народното събрание.
Антон Югов като министър на вътрешните работи и заместник-председател на Министерския съвет има тежка вина за арестуването и репресирането на видни партийни и държавни дейци, които не са извършили никакво престъпление.
Като председател на Министерския съвет Антон Югов със своето антипартийно поведение и бюрократични методи на работа е спъвал осъществяването на политиката на Партията след Априлския пленум за довеждане докрай борбата против култа към личността, за укрепване единството на Партията, за ускоряване икономическото развитие на страната, за реорганизирането на държавното и стопанско ръководство, за засилване на материалната заинтересованост в стопанската дейност и прочее.
Той принизи ролята на Народното събрание, обезличаваше работата му, създаваше големи трудности за своевременното и правилно решаване на назрелите въпроси. Като председател на Министерския съвет Антон Югов не прояви инициатива да отчете цялостно пред Народното събрание дейността на Министерския съвет, въпреки съществуващото за това задължение по член 40 от Конституцията на Народна република България и правилника за вътрешния ред на Народното събрание.
По изложените съображения парламентарните групи на БКП и БЗНС смятат, че Антон Югов трябва да бъде освободен като председател на Министерския съвет.“
Предложението е прието единодушно, след което Димитър Ганев прочита от името на парламентарните групи на БКП и БЗНС предложение за избирането на първия секретар на ЦК на БКП Тодор Живков за председател на Министерския съвет, а БЗНС е представено от Петър Танчев избран за Вицепремиер. Той е избран единодушно. На 27 ноември продължава работа втората редовна сесия на IV народно събрание, на която е одобрено новото правителство, а председателят му прочита неговата програма.
Тодор Живков изкарва два пълни мандата като министър-председател на НРБ (до 1971 г.), след което подава оставка, за да поеме поста председател на Държавния съвет. Неговото място е заето от Станко Тодоров, който също има два мандата като министър-председател (до 1981 г.), след което предава поста на Гриша Филипов, а самият той става председател на Народното събрание, а БЗНС остава без вицепремиерско място през 1974 – 1986 г. Гриша Филипов е председател на Министерския съвет до 1986 г. (един мандат), след него Георги Атанасов е председател на Министерския съвет до 1990 г. и по негово време се разширява участието на БЗНС във властта след избирането на Алекси Иванов за заместник-председател на Министерския съвет и министър на земеделието и горите, тъй като дотогава представители на БЗНС оглавяват по-малко ключови министерства, а земеделците си връщат вицепремиерското място в изпълнителната власт. Андрей Луканов е последният министър-председател на НРБ (1990 г.).

#### Хронология
Председатели на Министерския съвет на НРБ:
| Име             | От                | До                | Мандат |
| --------------- | ----------------- | ----------------- | ------ |
| Георги Димитров | 23 ноември 1946   | 11 декември 1947  | Първи  |
| Георги Димитров | 11 декември 1947  | 2 юли 1949        | Втори  |
| Васил Коларов   | 20 юли 1949       | 20 януари 1950    | Първи  |
| Васил Коларов   | 20 януари 1950    | 23 януари 1950    | Втори  |
| Вълко Червенков | 3 февруари 1950   | 16 януари 1954    | Първи  |
| Вълко Червенков | 16 януари 1954    | 18 април 1956     | Втори  |
| Антон Югов      | 18 април 1956     | 15 януари 1958    | Първи  |
| Антон Югов      | 15 януари 1958    | 17 март 1962      | Втори  |
| Антон Югов      | 17 март 1962      | 27 ноември 1962   | Трети  |
| Тодор Живков    | 27 ноември 1962   | 12 март 1966      | Първи  |
| Тодор Живков    | 12 март 1966      | 9 юли 1971        | Втори  |
| Станко Тодоров  | 9 юли 1971        | 15 юни 1976       | Първи  |
| Станко Тодоров  | 7 юли 1976        | 18 юни 1981       | Втори  |
| Гриша Филипов   | 18 юни 1981       | 24 март 1986      | Първи  |
| Георги Атанасов | 24 март 1986      | 19 юни 1986       | Първи  |
| Георги Атанасов | 19 юни 1986       | 3 февруари 1990   | Втори  |
| Андрей Луканов  | 8 февруари 1990   | 22 септември 1990 | Първи  |
| Андрей Луканов  | 22 септември 1990 | 19 декември 1990  | Втори  |

## Народни съвети
Народните съвети са местни органи на държавната власт и народното самоуправление. Те са общински, районни (в София и Пловдив) и окръжни (уедрени след 1987 в областни). Осъществяват държавната политика на своята територия. Избират се за срок от две години и половина. Състоят се от съветници, избирани на територията на окръга, района, общината. Дават отчет за дейността си пред избирателите най-малко един път в годината. В своята дейност се опират на инициативата и широкото участие на населението, работят в тясно взаимодействие с политически, професионални и други обществени организации. Изпълнително-разпоредителни органи на народните съвети са изпълнителните комитети, избирани от състава на народните съветници.

## Държавни символи
В Глава XI, чл. 139 – 141 Живковската конституция определя държавните символи на Народна република България.

#### Герб
Гербът на Народна република България е кръгъл, в средата на небесносин фон е изобразен изправен лъв на зъбчато колело. Фонът е обграден от двете страни с житни класове, обвити по средата с национална трицветна лента; над лъва е изобразена червена петолъчна звезда, а отдолу, където се преплитат класовете, на червена лента са написани със златен цвят годините на основаването на българската държава (681) и победата на социалистическата революция в България (1944).

#### Държавен печат
На държавния печат на Народна република България е изобразен държавният герб, около него има надпис „Народна република България“, а в долната част – „държавен печат“.

#### Знаме
Знамето на Народна република България е трицветно – бяло, зелено и червено, поставени водоравно. На левия горен ъгъл на бялото поле е изобразен държавният герб.

#### Химн
„Шуми Марица“ се използва като национален химн до 1947 г. За последен път тя е изпълнена на 1 януари 1947 г. от съветския Ансамбъл на Червената армия „Александров“ по време на прием, даден от председателя на VI велико народно събрание Васил Коларов. След това на песента започва да се гледа като на „буржоазен остатък“, несъвместим с новата действителност.
В периода 1947 – 1950 г. като заместител на химна се изпълнява партийният марш „Републико наша, здравей!“, писан по текст на Крум Пенев и музика на Георги Димитров. Във връзка с модерната по онова време идея за създаването на голяма балканска федерация в периода 1947 – 1948 г. наред с тази песен се изпълнява и югославският химн „Хей, славяни“. През 1949 г. e обявен конкурс за „Химн на Народна република България“, който е утвърден на 1 януари 1951 г. Новият химн „Българийо мила“ доста напомня на съветския и така и не успява да се наложи сред българския народ като национален химн.
След премахване на култа към личността към Сталин през 1950-те години и настъпилото леко охлаждане на отношенията със СССР на 8 септември 1964 г. Президиумът на Народното събрание с указ обнародва новия химн на страната „Мила родино“. За първи път като национален химн песента „Мила родино“ е изпълнена на тържествата на 9 септември 1964 г. по повод 20-годишнината на социалистическата революция в България.

## Административно деление
С приемането на първата конституция – Димитровската, на Народна република България през 1947 година областите се закриват и се въвежда двустепенно деление на околии и общини. Основавайки се на Конституцията през 1949 г. със специален закон се създава нова административно-териториална единица окръг.
В началото на 1959 година се предприема нова административна реформа и с указ на Президиума на Народното събрание се извършват основни промени – ликвидирани са окръзите и околиите. Вместо съществуващите до края на 1958 година 13 окръга и 117 околии се създават 30 нови единици, наречени също окръзи, като от тях 3 градски общини имат статут на окръзи – София, Пловдив и Варна. От 1964 година само Софийската голяма община остава със статут на окръг. Това административно деление на Народна република България се запазва и след приемането на Живковската конституция през 1971 година. Така НРБ е разделена на 28 окръга като столичният Окръг София се състои от 8 административно-териториални района, а от 1975 г. и Пловдивската градска община се подразделя на 4 административно-териториални района. През 1987 година, след Юлския пленум на ЦК на БКП, окръзите са премахнати и на тяхно място са образувани 8 области, като Столичната голяма община е със статут на област.
| Окръзи                | Площ (км²) | Население (1975) | Населени места | Градове | Села | Махали, колиби | Общини | Градски | Селски |
| --------------------- | ---------- | ---------------- | -------------- | ------- | ---- | -------------- | ------ | ------- | ------ |
| Благоеврадски окръг   | 6464,3     | 323 600          | 281            | 10      | 262  | 9              | 52     | 10      | 42     |
| Бургаски окръг        | 7604,8     | 420 500          | 261            | 14      | 245  | 2              | 70     | 14      | 56     |
| Варненски окръг       | 3820,2     | 430 300          | 158            | 6       | 152  | —              | 36     | 6       | 30     |
| Великотърновски окръг | 4690,0     | 349 600          | 351            | 14      | 144  | 193            | 58     | 14      | 44     |
| Видински окръг        | 3110,0     | 178 500          | 140            | 7       | 127  | 6              | 37     | 7       | 30     |
| Врачански окръг       | 4186,3     | 312 300          | 130            | 10      | 119  | 1              | 66     | 10      | 56     |
| Габровски окръг       | 2068,0     | 175 900          | 345            | 5       | 79   | 261            | 43     | 5       | 38     |
| Кърджалийски окръг    | 4020,1     | 287 600          | 539            | 6       | 480  | 53             | 54     | 6       | 48     |
| Кюстендилски окръг    | 3002,2     | 198 900          | 179            | 6       | 172  | 1              | 36     | 6       | 30     |
| Ловешки окръг         | 4128,5     | 216 600          | 161            | 8       | 99   | 54             | 40     | 8       | 32     |
| Михайловградски окръг | 3584,6     | 235 800          | 129            | 7       | 120  | 2              | 50     | 7       | 43     |
| Пазарджишки окръг     | 4378,7     | 314 100          | 110            | 10      | 91   | 9              | 50     | 10      | 40     |
| Пернишки окръг        | 2354,9     | 174 500          | 169            | 6       | 162  | 1              | 31     | 6       | 25     |
| Плевенски окръг       | 4183,6     | 359 100          | 113            | 10      | 103  | —              | 83     | 10      | 73     |
| Пловдивски окръг      | 5591,3     | 720 700          | 194            | 15      | 179  | —              | 85     | 15      | 70     |
| Разградски окръг      | 2645,9     | 204 300          | 103            | 5       | 94   | 4              | 35     | 5       | 30     |
| Русенски окръг        | 2624,0     | 294 100          | 78             | 4       | 74   | —              | 37     | 4       | 33     |
| Силистренски окръг    | 2876,2     | 176 700          | 117            | 4       | 113  | —              | 43     | 4       | 39     |
| Сливенски окръг       | 3728,7     | 237 500          | 128            | 5       | 112  | 11             | 45     | 5       | 40     |
| Смолянски окръг       | 3517,7     | 163 100          | 273            | 9       | 130  | 134            | 42     | 9       | 33     |
| София (град)          | 1038,1     | 1 065 500        | 39             | 3       | 36   | —              | 16     | 3       | 13     |
| Софийски окръг        | 7384,5     | 321 700          | 333            | 16      | 237  | 80             | 68     | 16      | 52     |
| Старозагорски окръг   | 4901,6     | 390 300          | 201            | 7       | 187  | 7              | 71     | 7       | 64     |
| Толбухински окръг     | 4688,9     | 249 700          | 213            | 6       | 207  | —              | 48     | 6       | 42     |
| Търговищки окръг      | 2753,7     | 178 600          | 202            | 4       | 170  | 28             | 48     | 4       | 44     |
| Хасковски окръг       | 4029,1     | 292 900          | 188            | 7       | 179  | 2              | 56     | 7       | 49     |
| Шуменски окръг        | 3272,0     | 253 900          | 149            | 7       | 141  | 1              | 46     | 7       | 39     |
| Ямболски окръг        | 4163,0     | 207 400          | 132            | 5       | 127  | —              | 43     | 5       | 38     |
| Общо                  | 110 911,5  | 8 733 700        | 5416           | 216     | 4340 | 860            | 1389   | 216     | 1173   |